# Tiberius Claudius Saturninus
Tiberius Claudius Saturninus war ein im 2. Jahrhundert n. Chr. lebender römischer Politiker.
Saturninus war um 136/137 Statthalter der Provinz Gallia Belgica; Hadrian richtete während seiner Statthalterschaft ein Reskript an ihn. Im September 141 bekleidete Saturnus zusammen mit Marcus Vettius Valens das Suffektkonsulat.
Er war von 144 bis 147 Statthalter (Legatus Augusti pro praetore) der Provinz Moesia inferior; dies ist durch Militärdiplome, die z. T. auf den 7. April 145 datiert sind und Inschriften, die auf 144 und 147 datiert sind, belegt. Aus der Inschrift von 147 geht hervor, dass Saturninus dem Tribunen Tiberius Claudius Ulpianus den Auftrag erteilte, für den Kaiser wilde Tiere zu fangen („ob venationem Caesarianam iniunctam a Claudio Saturnino legato Augusti pro praetore“).